# 조우성
조우성(曺祐誠, 1969년 7월 26일 ~ )은 경상남도 밀양시 출신의 대한민국의 변호사, 기업인, 작가이다. 서울대학교 법과대학을 1991년 졸업하고 제33회 사법시험에 합격하였다. 1997년부터 18년간 법무법인 태평양 민사총괄부 및 기업소송부 파트너 변호사로 일했으며, 현재는 기업분쟁연구소(CDRI) 소장이자 법무법인 한중의 파트너 변호사로 재직 중이다. 본업인 변호사 활동 외에도 2000년부터 13년간 기업, 지방자치단체, 관공서를 대상으로 법률 리스크 매니지먼트 강의, 협상 강의, 리더십 강의 등을 진행하고 있다. 활발한 SNS의 사용자로 다수의 페이스북 커뮤니티를 운영하고 있다.
현재 조우성 변호사의 인생내공이라는 팟캐스트 방송을 진행하고 있다. 2019년 11월 현재 총구독자수는 12,439명

## 학력
- 1991년 : 서울대학교 졸업
- 1991년 : 제33회 사법시험 합격
- 1994년 : 제23기 사법연수원 수료
- 1994년 : 서울대학교 대학원 법학과 수료

## 경력
- 1997 - 2013 : 법무법인(유) 태평양 파트너 변호사
- 2000 - 2003 : 서울중앙지방법원 분쟁조정위원
- 2000 - 2003 : ㈜로앤비 마케팅 이사
- 2008 - 현 재 : ㈜이포비(e4B) 대표전문가
- 2011 - 2013 : 언론중재위원회 선거기사심의위원
- 2013 - 2016 : 법무법인 한중 파트너 변호사
- 2013 - 2019 : 기업분쟁연구소(cdri) 소장
- 2014 : 한국공정거래조정원 조정위원(프랜차이즈분야)
- 2019  : 법률사무소 머스트노우(mustknow) 대표변호사

## 방송
- 팟캐스트 : 조우성변호사의 인생내공

## 저서
- 법률 에세이집 <내 얘기를 들어줄 단 한 사람이 있다면>
- 법률 에세이집 <이제는 이기는 인생을 살고 싶다>
- 리더십 에세이 <리더는 하루에 백 번 싸운다>